# Angela Bowen
Angela Bowen (Boston, 6 febbraio 1936 – Long Beach, California, 12 luglio 2018) è stata una danzatrice, insegnante di danza, docente universitaria di studi di genere e di lingua inglese, e attivista queer per i diritti delle lesbiche e dei gay neri statunitense.

## Biografia
Angela Bowen nacque il 6 febbraio 1936 a Boston, Massachusetts, in una famiglia afroamericana. Perse il padre all'età di 2 anni. La madre, Sarah Allen, domestica originaria di Montserrat, la crebbe con altri sei fratelli e sorelle. A 14 anni la iscrisse a una scuola di danza per correggere un difetto di postura e la incoraggiò a impegnarsi negli studi. Angela Bowen frequentò la Elma Lewis School of Fine Arts. Negli anni '60, partecipò a una tournée in Europa (Germania e Italia) con Jazz Train; al ritorno negli Stati Uniti si sposò con il percussionista Ken Peters con cui ebbe 3 figli. Il primogenito morì all'età di 3 anni in un incidente stradale; i coniugi aprirono la Bowen-Peters School of Dance a New Haven.
All'inizio degli anni '80 Angela si avvicinò al femminismo nero. Dopo aver divorziato da Ken Peters, fece coming out dichiarando di essere lesbica, e divenne un'attivista per i diritti dei neri, di lesbiche e gay. Si trasferì a Cambridge (USA), con la compagna Jennifer Lynn Abod. Si laureò all'università del Massachusetts. Successivamente ottenne un Master e un dottorato alla Clark University con una tesi su Audre Lorde. Nel 2013 sposò Jennifer Lynn Abod. Si ammalò d'Alzheimer e morì il 12 luglio 2018 a Long Beach, California, all'età di 82 anni.

### Carriera
In pochi anni, impegnandosi alla Elma Lewis School of Fine Arts, Angela diventò una danzatrice capace. Possedendo anche una notevole propensione per l'insegnamento, divenne la mano destra della direttrice della scuola. Due anni dopo danzò come protagonista nel Lago dei Cigni nel ruolo del Cigno Nero al Boston Hancock Hall.
Angela Bowen è stata la cofondatrice della Bowen-Peters School of Dance a New Haven, Connecticut, negli anni '60, dove accolse giovani delle classi povere, anche gratuitamente. A quel tempo, negli Stati Uniti, i neri erano discriminati a livello sociale e politico, e non era facile per loro raggiungere ruoli di rilievo in ogni ambito.
Dopo aver letto alcuni testi del femminismo nero, si scoprì intrinsecamente femminista, conobbe Audrey Lorde e divenne un'attivista per i diritti dei gay e delle lesbiche di colore, facendo parte del consiglio di amministrazione della National Coalition of Black Lesbians and Gays. Affrontò le lotte in maniera intersezionale, portando le istanze femministe nella comunità nera e, all'interno del femminismo, come quelle contro la discriminazione razziale.
Bowen fu docente di letteratura inglese e di studi di genere alla California State University, Long Beach, dove propose un monografico su Tony Morrison, scrittrice sudafricana, inizialmente osteggiato nell'ambiente accademico. Fu un'insegnante creativa, attenta e capace di motivare tanto che molti dei suoi allievi, nonostante gli svantaggi di partenza, raggiunsero traguardi professionali e personali.
Nel 2016, Jennifer Lynn Abod ha girato un documentario sulla sua vita intitolato The Passionate Pursuits of Angela Bowen, che ha vinto il premio come miglior documentario nella categoria Women's History U.S. al Contrary About Women and Girls Film Festival del 2017.